# 薩斯費

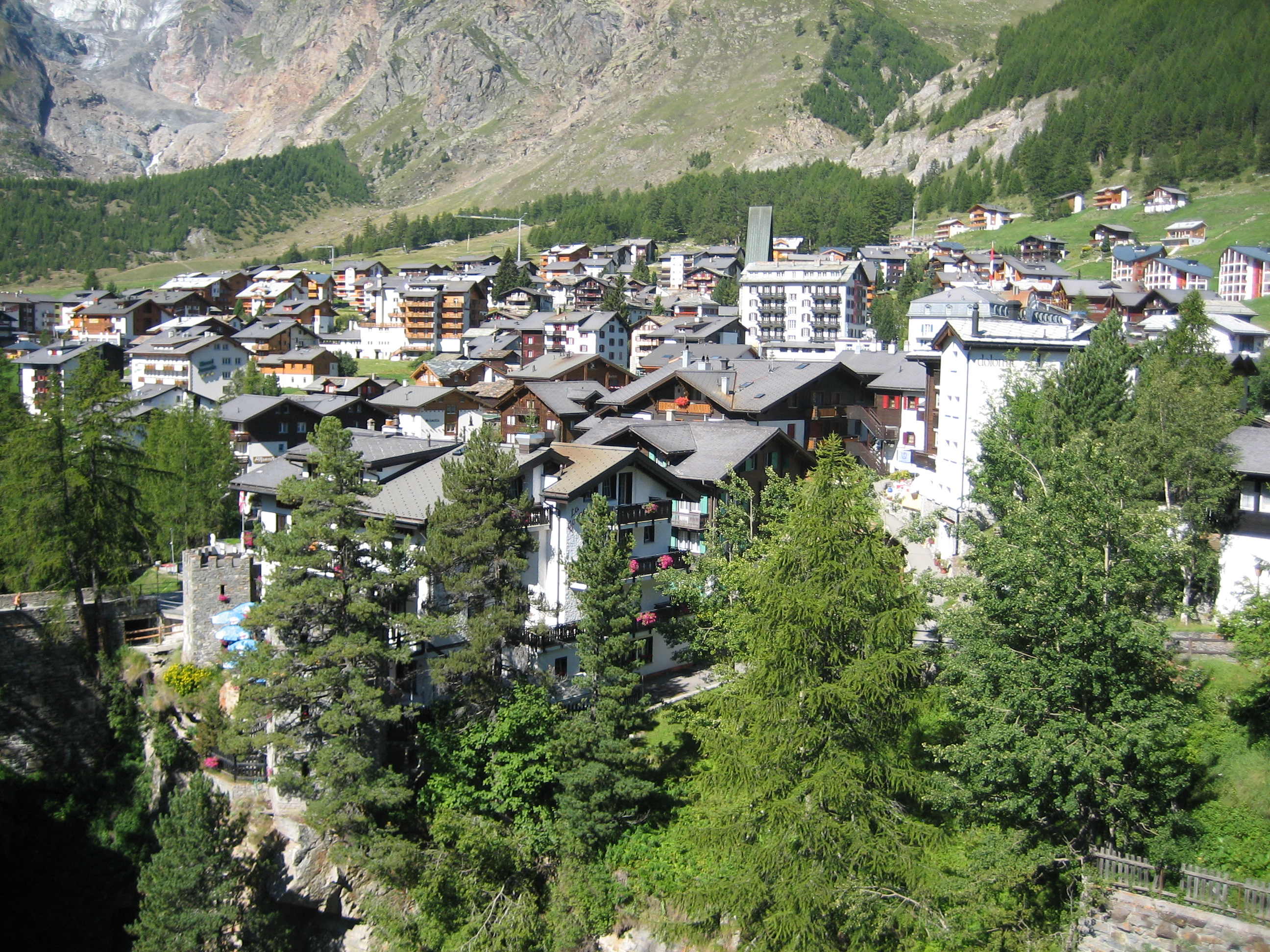

薩斯費是瑞士的城鎮，位於該國南部，由瓦萊州負責管轄，面積40.6平方公里，海拔高度1,800米，2011年人口1,759，八成人口信奉羅馬天主教，人口密度每平方公里43人。

## 外部連結
- www.saas-fee.ch （页面存档备份，存于）
- Saas-Fee in summer
- Saas-Fee in winter